# Les Sapins de Noël 2
Série
Les Sapins de Noël
(2010) Les Sapins de Noël 3
(2013)
Pour plus de détails, voir Fiche technique et Distribution.
Les Sapins de Noël 2 (Ёлки 2, Yolki 2), est un film de Noël comique à sketches russe réalisée par Dmitri Kisseliov (ru), Alexandre Kott, Levan Gabriadze (ru) et Alexandre Baranov, sortie en 2011. C'est la suite des Sapins de Noël sorti un an plus tôt.

## Synopsis
À la veille du Nouvel an, on apporte une lettre à Julia Snegiriova (Irina Alfiorova) dans laquelle son bien-aimé Grigory Zemlianikin s'excuse auprès d'elle pour une situation stupide, et indiquant que chaque année il l'attendra sous les carillons de la Place Rouge.

En fait, la lettre est restée à la poste depuis l'époque de l'URSS, depuis la fin de 1971, et seulement quarante ans plus tard, à la fin de 2011, elle a été découverte par des travailleurs qui réparaient le bureau de poste, puis apportée à l'adresse indiquée.

Pendant quarante ans, Grigory Pavlovich Semlianikin (Alexei Petrenko), comme promis, le 31 décembre, à la veille de la nouvelle année, arrive sur la place Rouge et attend sa bien-aimée, qui, comme il ressort de l'intrigue, n'a pas reçu de lettre et ne connaissait pas son contenu. Mais cette fois, elle a l'intention de venir sur la place.

Cependant, Semlianikin, pilote de l'aviation civile, est cette fois-ci en voyage, et il a besoin par tous les moyens de revenir à Moscou pour être à temps à minuit et rencontrer sa bien-aimée.

## Reception critique
Avec un budget de 170 millions de roubles, le film a été un succès au Box-Office, avec 4 178 496 de spectateurs et des recettes de 26M€ à sa sortie en 2011. 

"Sapins 2" a recueilli principalement des commentaires positifs, des critiques et des téléspectateurs, et pour le moment, le film, à en juger par les critiques sur «Kinopoisk» et «Otzovik», est le meilleur de la série. L'intrigue, le jeu d'acteur et la réalisation ont été les plus loués, mais la qualité des effets spéciaux a été critiquée.

## Fiche technique
- Titre français : Les Sapins de Noël 2[3]
- Titre original : Ёлки 2, Yolki 2 (litt. « Épicéa 2 » ou « Épinette 2 »)
- Réalisation : Dmitri Kisseliov (ru), Alexandre Kott, Levan Gabriadze (ru) et Alexandre Baranov
- Scénario : Timour Bekmambetov, Anna Matisson, Olga Kharina Roman Nepomniachtchi (ru)
- Photographie : Sergueï Trofimov (ru), Maksim Chinkorenko, Levan Kapanadze, Andreï Makarov
- Musique : Pavel Essenine (ru)
- Société de production : Bazelevs
- Pays de production :  Russie
- Langue de tournage : russe
- Format : Couleurs - 2,35:1
- Durée : 90 minutes
- Genre : Comédie à sketches
- Dates de sortie :
  - Russie, Kazakhstan, Lettonie, Lituanie, Pologne : 15 décembre 2011

## Distribution
- Ivan Ourgant : Boris, homme d'affaires
- Irina Alfiorova : Julia
- Sergueï Svetlakov : Evgueni, acteur du théâtre de Iakoutsk
- Elena Plaksina (ru) : Olia, la fiancée d'Evgueni
- Anna Tchipovskaïa : Elena Kravtchouk

## La série de films
- 2010 : Les Sapins de Noël (Ёлки)
- 2011 : Les Sapins de Noël 2 (Ёлки 2)
- 2013 : Les Sapins de Noël 3 (Ёлки 3)
- 2014 : Les Sapins de Noël 1914 (Ёлки 1914)
- 2016 : Les Sapins de Noël 5 (Ёлки 5)
- 2017 : Les Nouveaux Sapins (ru) (Ёлки новые)
- 2018 : Les Derniers Sapins de Noël (Ёлки последние)
- 2021 : Les Sapins de Noël 8 (Ёлки 8)
- 2022 : Les Sapins de Noël 9 (Ёлки 9)
- 2023 : Les Sapins de Noël 10 (Ёлки 10)
- 2024 : Les Sapins de Noël 11 (Ёлки 11)